# Kanton Le Chesnay-Rocquencourt
Der Kanton Le Chesnay-Rocquencourt ist seit 1976 ein französischer Wahlkreis für die Wahl des Départementrats in den Arrondissements Saint-Germain-en-Laye und Versailles im Département Yvelines in der Region Île-de-France; sein Bureau centralisateur befindet sich in Le Chesnay-Rocquencourt.
Im Zuge der Gründung der Commune nouvelle Le Chesnay-Rocquencourt im Jahr 2019 erfolgte die Umbenennung des Kantons von vormals Kanton Le Chesnay zum aktuellen Namen per Dekret vom 24. Februar 2021.

## Gemeinden
Der Kanton besteht aus fünf Gemeinden mit insgesamt 72.021 Einwohnern (Stand: 1. Januar 2022) auf einer Gesamtfläche von 27,50 km²:
| Gemeinde                       | Einwohner 1. Januar 2022 | Fläche km² | Dichte Einw./km² | Code INSEE | Postleitzahl | Arrondissement        |
| ------------------------------ | ------------------------ | ---------- | ---------------- | ---------- | ------------ | --------------------- |
| Bailly                         | 3.690                    | 6,53       | 565              | 78043      | 78870        | Versailles            |
| Bougival                       | 9.083                    | 2,76       | 3.291            | 78092      | 78380        | Versailles            |
| La Celle-Saint-Cloud           | 20.440                   | 5,82       | 3.512            | 78126      | 78170        | Versailles            |
| Le Chesnay-Rocquencourt        | 31.064                   | 7,02       | 4.425            | 78158      | 78150        | Versailles            |
| Louveciennes                   | 7.744                    | 5,37       | 1.442            | 78350      | 78430        | Saint-Germain-en-Laye |
| Kanton Le Chesnay-Rocquencourt | 72.021                   | 27,50      | 2.619            | 7804       | –            | –                     |

Bis zur Neuordnung bestand der Kanton aus den beiden Gemeinden Le Chesnay und Rocquencourt. Sein Zuschnitt entsprach einer Fläche von 7,02 km2.

## Veränderungen im Gemeindebestand seit der landesweiten Neuordnung der Kantone
2019: Fusion Le Chesnay und Rocquencourt → Le Chesnay-Rocquencourt